# Rue du Professeur-Gosset
La rue du Professeur-Gosset est une voie du 18e arrondissement de la ville de Paris, en France.

## Situation et accès
La rue du Professeur-Gosset est une voie publique située dans le 18e arrondissement de la ville de Paris. Elle débute  avenue de la Porte-des-Poissonniers et se termine avenue de la Porte-de-Clignancourt. Elle a pour particularité de se trouver à l'extérieur du boulevard périphérique et ses immeubles riverains sont dans la commune de Saint-Ouen.
Deux rues audoniennes aboutissent sur la rue du Professeur-Gosset : la rue des Entrepôts, et la rue Adrien-Lesesne.

## Origine du nom

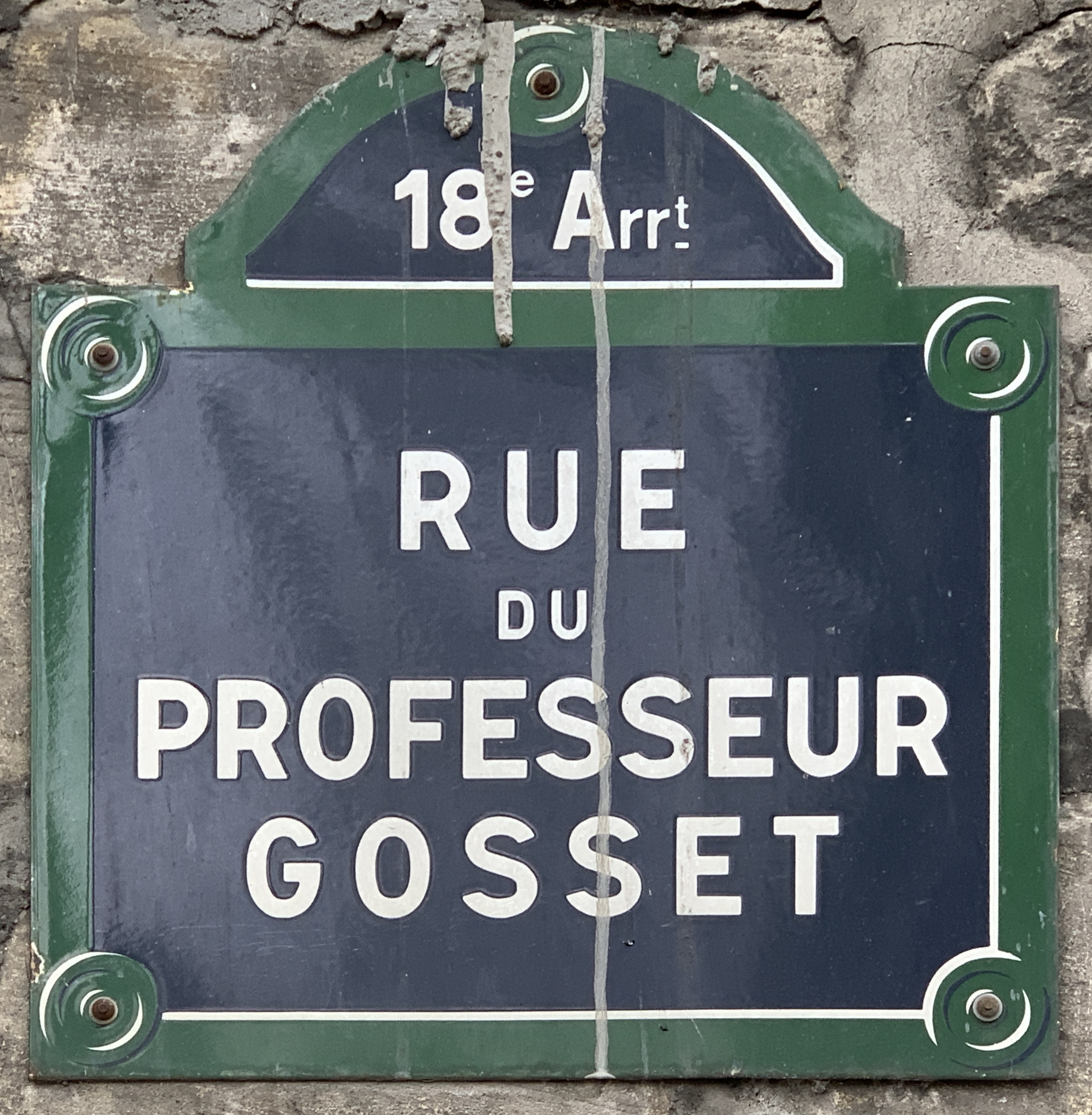
Plaque de la rue.

Elle porte le nom du chirurgien Antonin Gosset (1872-1944).

## Historique
Cette voie ouverte par la Ville de Paris en 1949, prend sa dénomination par un arrêté du 4 mai 1965 et réaménagée en 1966 lors de la construction du boulevard Périphérique.
Sa situation exclavée, physiquement séparée du reste de Paris par le boulevard périphérique, mais administrativement détachée de Saint-Ouen, l'ont progressivement amenée à devenir un lieu de prostitution et de mécanique sauvage, et l'objet de griefs de la part de la ville de Saint-Ouen, qualifiant cette rue de laissée à l'abandon par la collectivité parisienne,.